# Helictotrichon scabrivalve
Helictotrichon scabrivalve là một loài thực vật có hoa trong họ Hòa thảo. Loài này được (Trin.) G.C.Tucker mô tả khoa học đầu tiên năm 1996.